# Šta je to u tvojim venama
Šta je to u tvojim venama es el quinto álbum de Ceca, publicado en el año 1993.

## Canciones
1. Šta je to u tvojim venama
2. Popij me kao lek
3. Oprosti mi suze
4. Žarila sam žar
5. Ustani, budi se
6. Što sam tako zaboravan
7. Zaboravi
8. Mesec, nebo, zvezdice
9. Kukavica

- Datos: Q3394096